# 倪思益
倪思益（1547年—1616年），字受卿，號謙菴，福建福州府侯官縣人，民籍，明朝政治人物、進士出身。

## 生平
十一能文章，十五補諸生，三十歲中萬曆四年（1576年）丙子科福建鄉試六十五名，十一年中癸未科乙榜第一，曾任建陽教諭，萬曆十四年（1586年）丙戌科会试二百六十八名，廷试三甲八十八名進士，工部观政，八月授惠州府推官，十二月赴任中途，丁内艰，服除，十七年六月補廣州府，折獄平允，多所寛恤。兼摄数篆，以外艱歸。二十四年起补赣州府推官，二十六年因京察降調。曾三次同考浙江、廣東、廣西鄉試。卒年七十。

## 家族
曾祖父倪璣；祖父倪鍾；父親倪綰，號白牕，曾任生員。母徐氏。具庆下。子元范。